# صحيفة بيتا

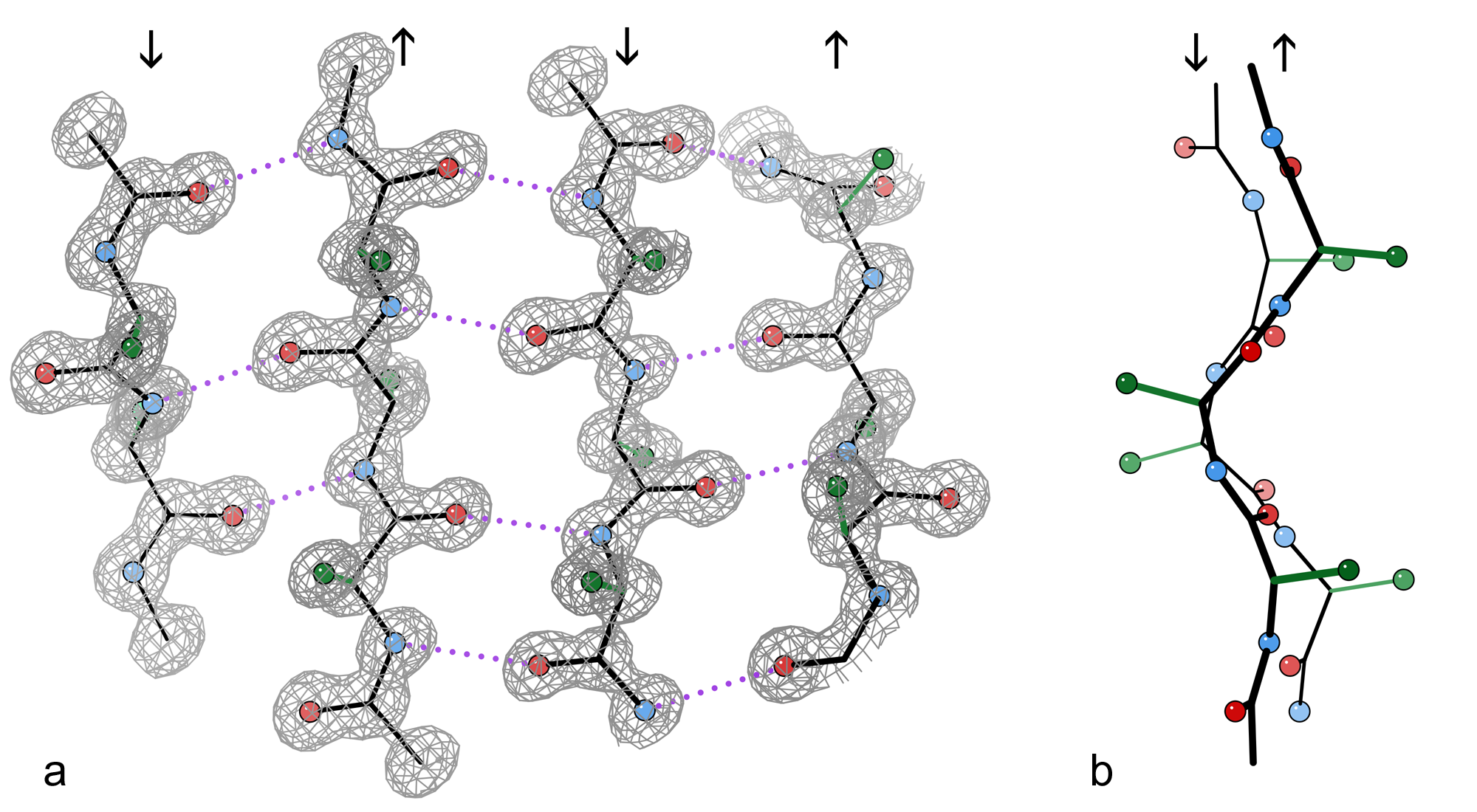
مثال على قطعةِ صحيفة بيتا ذات أربع سلاسل متضادة الاتجاه من بنيةٍ كريستاليةٍ للإنزيم كاتالاز. a) منظر أمامي يُظهر الروابط الهيدروجينية غير المتوازية (منقطة) بين المجموعات الوظيفية الببتيدية NH وCO لسلاسل متجاورة. تشير الأسهم إلى اتجاه السلسلة، وخطوط المناسيب الممثلة للكثافة الإلكترونية تحيط بالذرات غير الهيدروجينية. ذرات الأكسجين ملونة بالأحمر وذرات النتيروجين بالأزرق وذرات الهيدروجين لم يتم تمثيلها للتبسيط، ولنفس الغرض لم تمثل من السلاسل الجانبية سوى ذرة الكربون الأولى بالأخضر. b) منظر جانبي لسلسلتي-β المركزيتين من a، يظهر المليان اليميني لإحداها عن الأخرى وطيات C^{α}s وكذلك السلاسل الجانبية التي تظهر من الصحيفة بشكل متناوب في اتجاهات مختلفة.

صحيفة بيتا (بالإنجليزية:  β-sheet)‏ هي النوع الثاني من البنية الثنائية المنتظمة الملاحَظة في البروتينات، وتواترُ تواجدها أقل بكثير من النوع الأول لولب ألفا. تتكون صحائف بيتا من سلاسل بيتا (سلسلة-β) مترابطة جانبيا برابطتين أو ثلاث روابط هيدوجينية على الأقل، مشكّلة صحيفة مطوية (مثل الأكورديون) غير مستوية في الغالب. سلسلة-β هي سلسلة عديد ببتيد طولها من 3 إلى 10 أحماض أمينية ذات عمود فقري يتخذ بنية تشكلية ممتدة. التجميع الجزيئي الفائق الذي يتضمن صحائف بيتا له علاقة بتشكل تكدسات وألياف البروتين الملاحَظَة في العديد من الأمراض البشرية، خاصة الأمراض النشوانية مثل الزهايمر.

## تاريخ
اقتُرحت أول بنية لصحيفة بيتا بواسطة وليام أستبري في العقد 1930، حيث اقترح فكرة الارتباط الهيدروجيني بين الروابط الببتيدية لسلاسل-β الممتدة المتوازية والمتضادة. إلا أن أستبري لم يتمكن من جمع البيانات الضرورية حول هندسة هذه الروابط الهيدروجينية بين الأحماض الأمينية لبناء نماذج دقيقة، خاصة وأنه لم يكن على علم آنذاك بأن الرابطة الببتيدية ذات مستو واحد. تم اقتراح فكرة محسنة بواسطة لينوس باولنغ وروبرت كوري سنة 1951، واحتوى نموذجهما الشكل المستوي للرابطة الببتيدية والتي قاما بشرحها سابقا كنتيجة لـ توتوميرية الإينول-كيتون.